# Brigada Stonewall
A Brigada Stonewall do Exército Confederado durante a Guerra Civil Americana, foi uma das unidades de combate mais famosas da história dos Estados Unidos da América. Ela foi treinada e primeiramente liderada pelo General Thomas J. "Stonewall" Jackson, um professor do Instituto Militar da Virginia (Virginia Military Institute). 	
Seu programa severo de treinamento e severas normas ascéticas de disciplina militar, transformaram mas entusiásticos recrutas crus em uma organização militar efetiva, que se destacou a partir da Primeira Batalha de Bull Run (Primeira Manassas) em 1861 até a  Spotsylvania Court House em 1864.

## História de Comando
| General de Brigada Thomas J. "Stonewall" Jackson | 27 de Abril, 1861 – 28 de Outubro, 1861  |
| General de Brigada Richard B. Garnett            | 14 de Novembro, 1861 – 25 de Março, 1862 |
| General de Brigada Charles S. Winder             | 25 de Março, 1862 – 9 de Agosto, 1862    |
| Coronel William Baylor                           | 9 de Agosto, 1862 – 30 de Agosto, 1862   |
| Coronel Andrew J. Grigsby                        | 30 de Agosto, 1862 – 6 de Novembro, 1862 |
| General de Brigada Elisha F. Paxton              | 6 de Novembro, 1862 – 3 de Maio, 1863    |
| General de Brigada James A. Walker               | 4 de Maio, 1863 – 12 de Maio, 1864       |
| General de Brigada William Terry                 | 20 de Maio, 1864 – fim da Guerra Civil   |